# Sphingicampa
Sphingicampa är ett släkte av fjärilar. Sphingicampa ingår i familjen påfågelsspinnare.

## Bildgalleri

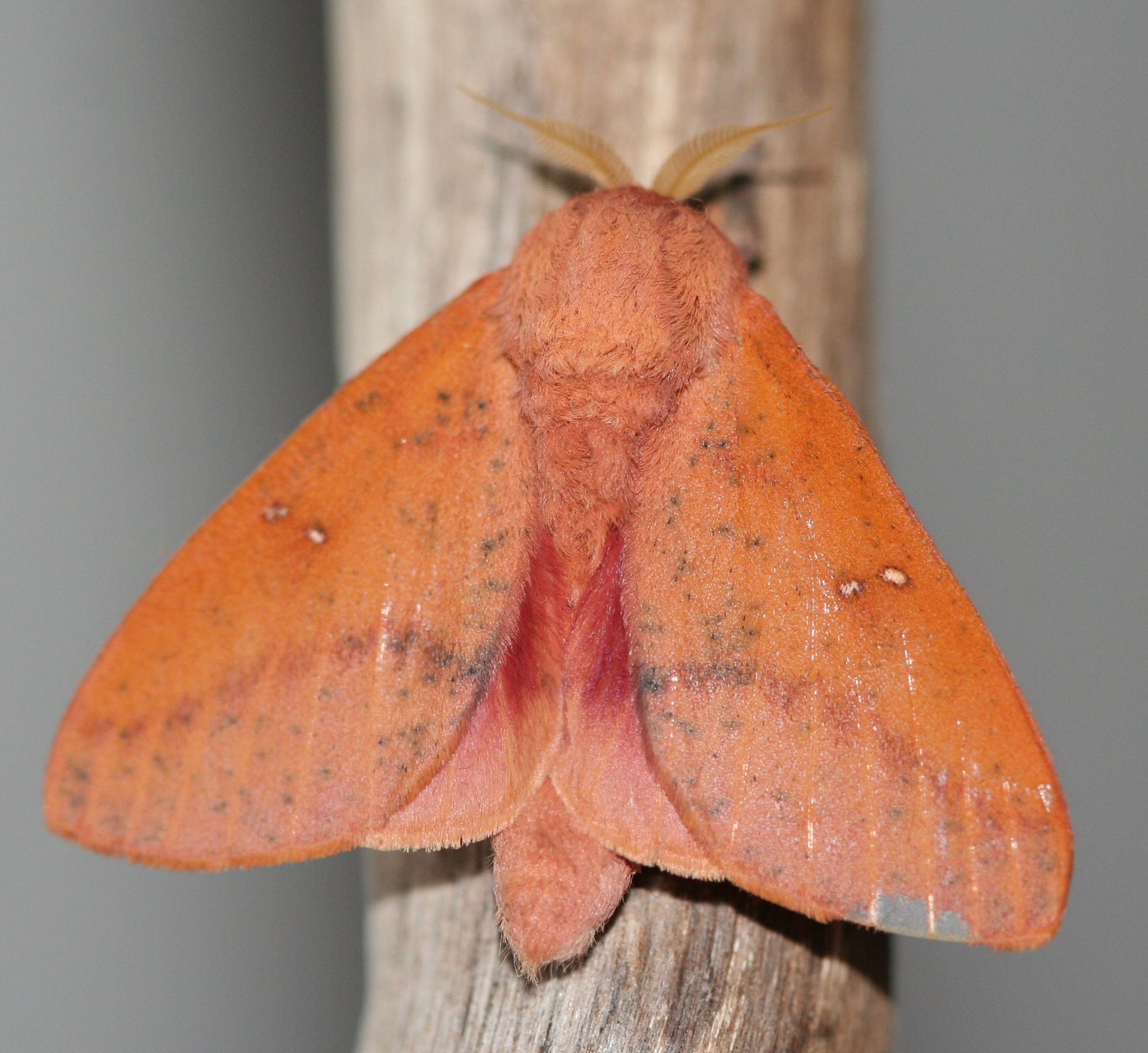
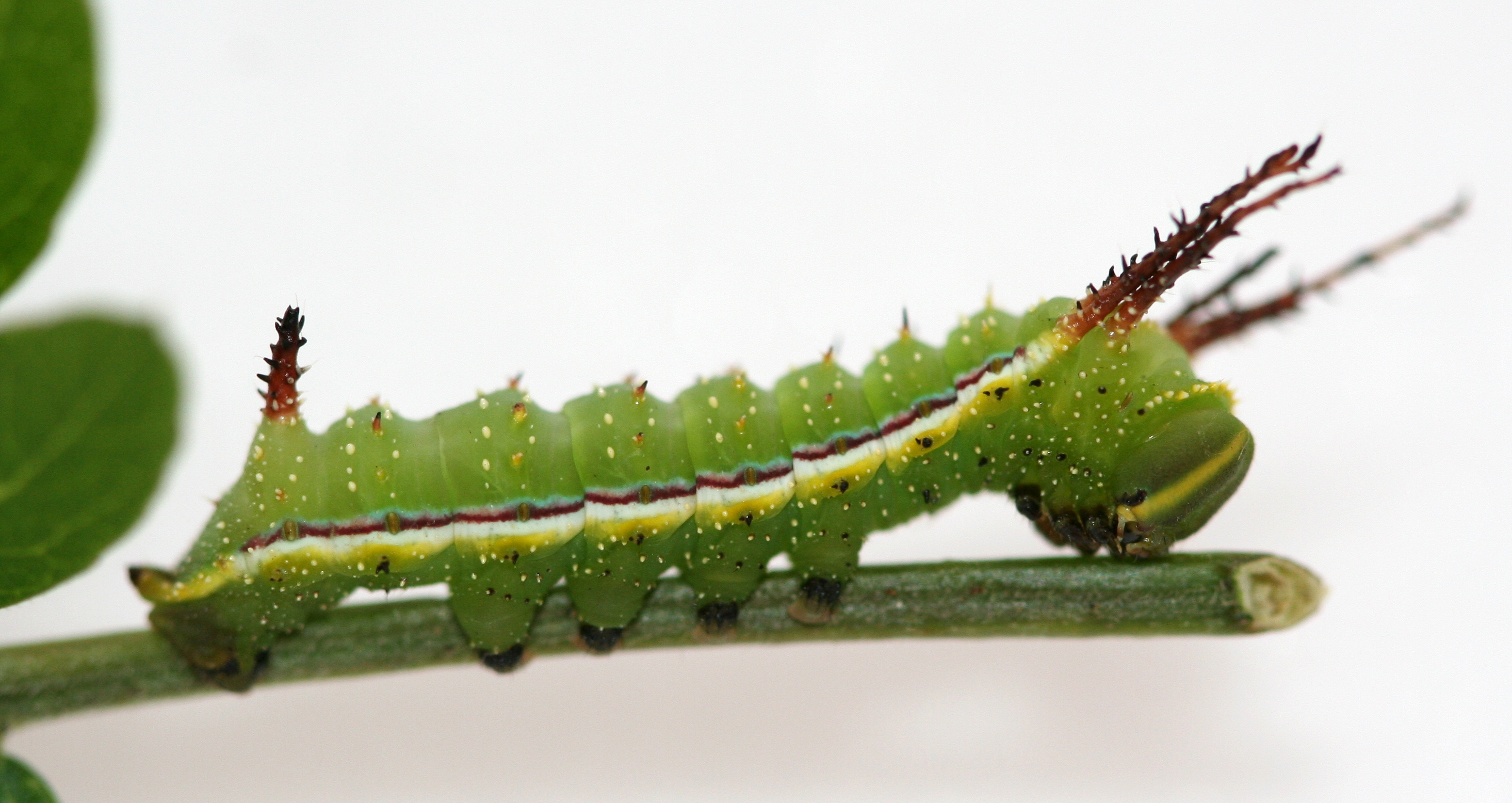
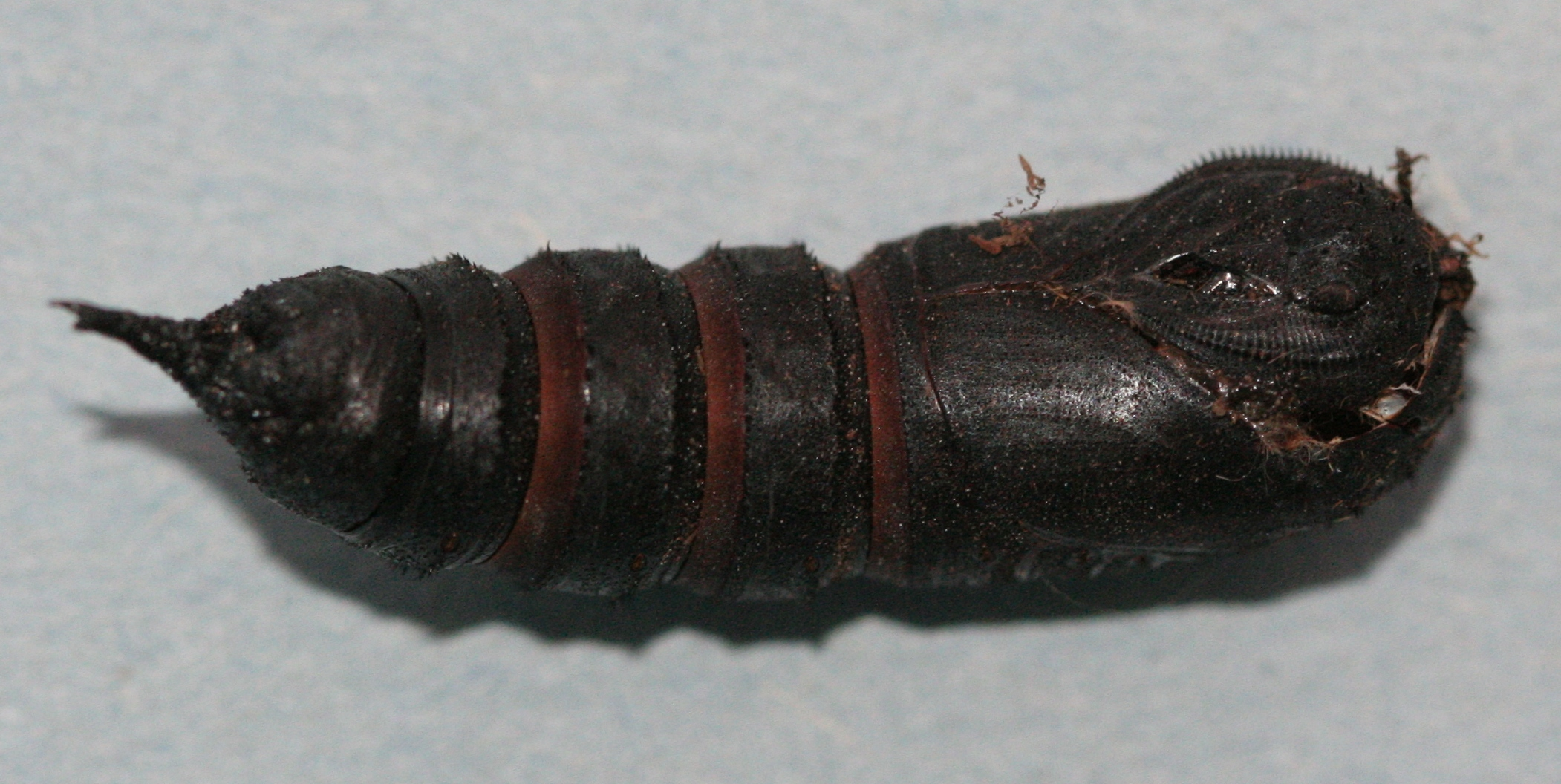

## Dottertaxa tillSphingicampa, i alfabetisk ordning[1]
- Sphingicampa albolineata
- Sphingicampa amena
- Sphingicampa andrea
- Sphingicampa babaulti
- Sphingicampa bicolor
- Sphingicampa bidens
- Sphingicampa bisecta
- Sphingicampa blanchardi
- Sphingicampa boisduvali
- Sphingicampa cananche
- Sphingicampa centrimacula
- Sphingicampa colla
- Sphingicampa colloida
- Sphingicampa digueti
- Sphingicampa distigma
- Sphingicampa dollii
- Sphingicampa gadouae
- Sphingicampa heiligbrodti
- Sphingicampa hoegei
- Sphingicampa hubbardi
- Sphingicampa immaculata
- Sphingicampa isias
- Sphingicampa jacca
- Sphingicampa jasonoides
- Sphingicampa kuschei
- Sphingicampa malinalcoensis
- Sphingicampa mexicana
- Sphingicampa modena
- Sphingicampa montana
- Sphingicampa nebulosa
- Sphingicampa occlusa
- Sphingicampa ocellata
- Sphingicampa phaedima
- Sphingicampa pollens
- Sphingicampa quadrilineata
- Sphingicampa raspa
- Sphingicampa sinaloana
- Sphingicampa smithi
- Sphingicampa suprema
- Sphingicampa talamanca
- Sphingicampa thiacourti
- Sphingicampa thiaucourti
- Sphingicampa unimacula
- Sphingicampa vilderi
- Sphingicampa xanthochroia